# Hyphoderma transiens
Hyphoderma transiens är en svampart som först beskrevs av Giacopo Bresàdola, och fick sitt nu gällande namn av Erast Parmasto 1968. Hyphoderma transiens ingår i släktet Hyphoderma och familjen Meruliaceae.  Arten är reproducerande i Sverige. Inga underarter finns listade i Catalogue of Life.